# Buxeuil (Vienne)
Buxeuil település Franciaországban, Vienne megyében. Lakosainak száma 901 fő (2022. január 1.). Buxeuil Abilly, Descartes, Les Ormes és Saint-Rémy-sur-Creuse községekkel határos.

## Népesség
A település népességének változása:
| Lakosok száma | 963  | 963  | 967  | 939  | 925  | 919  | 913  | 913  | 901  |
|               | 2013 | 2015 | 2016 | 2017 | 2018 | 2019 | 2020 | 2021 | 2022 |